# Adligenswil
Adligenswil est une commune suisse du canton de Lucerne, située dans l'arrondissement électoral de Lucerne-campagne.

## Géographie
Le village d’Adligenswil est situé à 6 km au nord-est de Lucerne.

## Histoire
Adligenswil est mentionné pour la première fois en 1210 sous la désignation de l'époque Adalgeswile. Le village a appartenu au bailliage des Habsbourg jusqu’en 1798.

## Transports
Un bus relie Lucerne à Adligenswil en une vingtaine de minutes.

## Monuments et curiosités
- L'église Saint-Martin, construite en 1825-27 par Franz et Josef Händle, contient des autels de style néo-classique et des stalles Biedermeier.
- La chapelle Saint-Jodokus sur le Dottenberg, bâtie en 1863 en style néo-gothique. Les peintures ornant les autels sont l'œuvre du peintre Melchior Paul von Deschwanden[3].